# 알파스캔
알파스캔(Alphascan)은 디스플레이 전문 제조회사이다. 삼성, LG에 이어 국내 모니터 소비자 시장 점유율 3위를 점유하고 있다. 알파는 그리스어 첫 문자로 으뜸, 스캔은 모니터 기본 원리인 빛을 조사한다는 것을 의미한다.